# Зейский округ
Зейский округ — административно-территориальная единица Дальневосточного края, существовавшая в 1926—1930 годах.
Зейский (в ряде документов — Зейско-Алданский) округ был образован в 1926 году. Центром округа было назначено село (с 1927 — город) Рухлово. В состав округа были переданы территории Зейской, Рухловской, Тыгдинской волостей Свободненского уезда Амурской губернии; Могочинской волости Нерчинского уезда Забайкальской губернии; восточной части Покровской волости Сретенского уезда Забайкальской губернии.
Первоначально округ был разделён на 4 района: Могочинский, Зейский, Рухловский и Тыгдинский.
В августе 1929 года из Амурского округа в Зейский были переданы Мазановский, Свободненский и Селемджино-Буреинский районы.
30 июля 1930 Зейский округ, как и большинство остальных округов СССР, был упразднён. Его районы отошли в прямое подчинение Дальневосточного края.
Население округа в 1926 году составляло 47,4 тыс. человек (без иностранцев, которых было 3,0 тыс.). Из них русские — 82,3 %; украинцы — 6,4 %; белорусы — 4,4 %.